# Нам Чу Хьок
Нам Чу Хьок (кор. 남주혁) — південнокорейський актор та модель.

## Біографія
Нам Чу Хьок народився 22 лютого 1994 року в місті Пусан. Свою кар'єру він розпочав у 2013 році в якості моделі, у наступному році розпочав акторську кар'єру з невеликої ролі у серіалі та зйомках у відеокліпах. Перші нагороди актору принесла ролі молодого талановитого плавця у підлітковому серіалі «Хто ти: Школа 2015». У 2016 році він отримав одну з головних ролей у серіалі «Фея важкої атлетики Кім Бок Чжу», що також принесла Чу Хьоку нагороду. Першою та поки єдиною роллю у кіно для актора стала одна з головних ролей у історичному батальному фільмі «Велика битва». Роль в цьому фільмі підвищила популярність актора та принесла нагороду Кращий новий актор декількох корейських кінопремій. У 2019 році Чу Хьок зіграв в фентезійно-романтичному серіалі «Сліпучий». У 2020 році відбудеться прем'єра серіалу «Записки шкільної медсестри», одну з головних ролей в якому зіграє Чу Хьок.

## Фільмографія

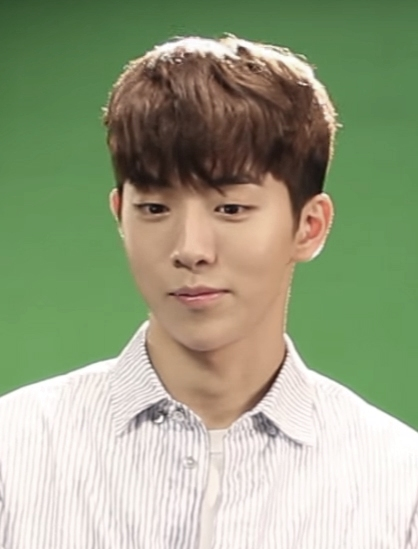
Нам Чу Хьок у 2015 році

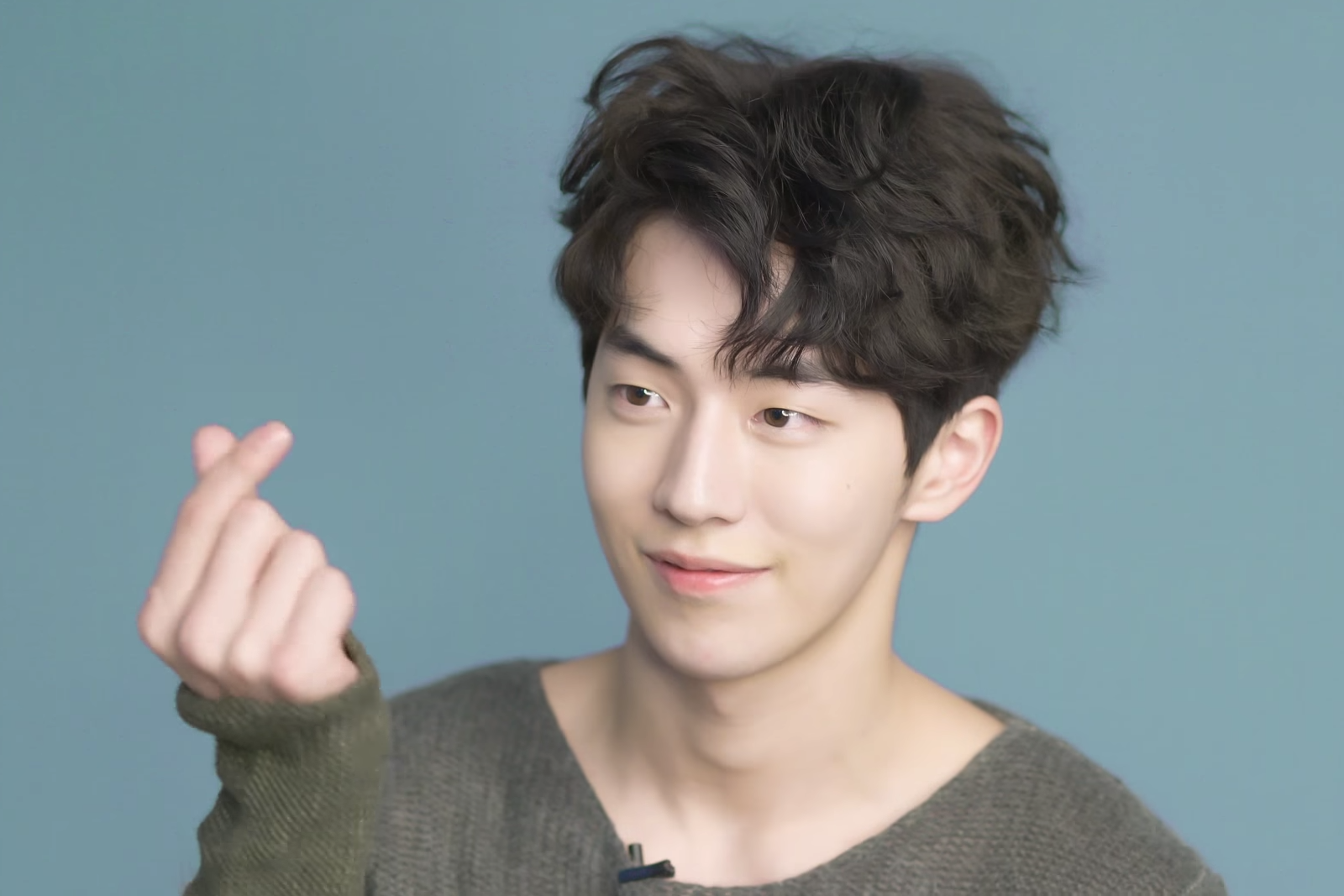
Нам Чу Хьок у 2017 році

### Телевізійні серіали
| Рік  | Назва                                | Роль              | Мережа  |
| ---- | ------------------------------------ | ----------------- | ------- |
| 2014 | «Проста Русалонька»                  | Пак Дебак         | tvN     |
| 2015 | «Хто ти: Школа 2015»                 | Хан Їан           | KBS2    |
| 2015 | «Гламурна спокуса»                   | молодий Чін Хьону | MBC     |
| 2016 | «Сир у пастці»                       | Квон Интек        | tvN     |
| 2016 | «Любителі місяця: Червоне серце Рьо» | Бек'а             | SBS     |
| 2016 | «Фея важкої атлетики Кім Бок Чжу»    | Чан Джунхьон      | MBC     |
| 2017 | «Наречена Хабек»                     | Хабек             | tvN     |
| 2019 | «Сліпучий»                           | Лі Чун Ха         | JTBC    |
| 2020 | «Записки шкільної медсестри»         | Хон Ін Пьо        | Netflix |
| 2020 | «Стартап»                            | Нам То Сан        | tvN     |
| 2022 | «Двадцять п'ять двадцять один»       | Пек Ї Чжін        | tvN     |

### Фільми
| Рік  | Назва          | Роль       |
| ---- | -------------- | ---------- |
| 2018 | «Велика битва» | Самуль     |
| 2020 | «Жозе»         | Лі Йон Сок |
| 2022 | «Пам'ятай»     | Ін Гю      |

### Кліпи
- 200 % (Akdong Musician[en], 2014 рік)
- Give Love (Akdong Musician, 2014 рік)
- Chocolate (Kangnam feat Сан І[en], 2015 рік)

## Нагороди
| Рік  | Нагорода                                      | Категорія                                           | Робота                            | Результат | Прим.  |
| ---- | --------------------------------------------- | --------------------------------------------------- | --------------------------------- | --------- | ------ |
| 2015 | 8-а Премія корейської драми                   | Кращий новий актор                                  | «Хто ти: Школа 2015»              | Номінація | [ 7 ]  |
| 2015 | 4-та Премія «Зірок МААТР»                     | Кращий новий актор                                  | «Хто ти: Школа 2015»              | Перемога  | [ 8 ]  |
| 2015 | 29-та Премія KBS драма                        | Кращий новий актор                                  | «Хто ти: Школа 2015»              | Номінація | [ 9 ]  |
| 2015 | 29-та Премія KBS драма                        | Нагорода за популярність (актор)                    | «Хто ти: Школа 2015»              | Перемога  | [ 10 ] |
| 2016 | 36-та Премія MBC драма                        | Нагорода за високу майстерність (актор мінісеріалу) | «Фея важкої атлетики Кім Бок Чжу» | Номінація | [ 11 ] |
| 2016 | 36-та Премія MBC драма                        | Кращий новий актор                                  | «Фея важкої атлетики Кім Бок Чжу» | Перемога  | [ 11 ] |
| 2018 | 2-а Сеульська премія                          | Кращий новий кіноактор                              | «Велика битва»                    | Перемога  | [ 12 ] |
| 2018 | 6-та Премія Marie Claire Asia Star            | Зростаюча зірка                                     | «Велика битва»                    | Перемога  | [ 13 ] |
| 2018 | 38-а Премія корейської асоціації кінокритиків | Кращий новий актор                                  | «Велика битва»                    | Перемога  | [ 14 ] |
| 2018 | 39-та Кінопремія Блакитний дракон             | Кращий новий актор                                  | «Велика битва»                    | Перемога  |        |
| 2019 | 10-та Кінопремія KOFRA                        | Кращий новий актор                                  | «Велика битва»                    | Перемога  | [ 15 ] |
| 2019 | 55-та Премія мистецтв Пексан                  | Кращий новий актор                                  | «Велика битва»                    | Номінація |        |